# To Rome with Love
Pour plus de détails, voir Fiche technique et Distribution.
To Rome with Love (Rome mon amour, au Québec et Nouveau-Brunswick) est une comédie américano-italo-espagnole écrite et réalisée par Woody Allen, sortie en 2012.

## Synopsis
Plusieurs petits récits se croisent à travers Rome, la « ville éternelle ». Jerry (Woody Allen), ancien imprésario d'opéra, et Phyllis (Judy Davis) son épouse rendent visite à leur fille qui doit se marier à un avocat « de gauche ». Leopoldo Pisanello (Roberto Benigni) se réveille un matin harcelé par les médias sans comprendre pourquoi. John (Alec Baldwin), architecte américain renommé, revisite Rome où il a vécu 30 ans auparavant, à la recherche de son passé. Au hasard des rues, il rencontre Jack (Jesse Eisenberg), un jeune architecte qui va tomber amoureux de Monica (Elliot Page), la meilleure amie (légèrement mythomane) de sa fiancée...

## Fiche technique
- Titre : To Rome with Love
- Titre québécois : Rome mon amour
- Réalisation et scénario : Woody Allen, inspiré du recueil de nouvelles de Boccace, le Décaméron
- Image : Darius Khondji
- Distribution des rôles : Patricia Kerrigan DiCerto, Béatrice Kruger et Juliet Taylor
- Chef-décoratrice : Anne Seibel
- Ensemblière : Raffaella Giovannetti
- Réalisation des décors : Luca Tranchino
- Costumes : Sonia Grande (es)
- Son : Maurizio Argentieri
- Montage : Alisa Lepselter
- Producteurs : Letty Aronson (en) et Stephen Tenenbaum (en)
- Sociétés de production : Medusa Film, Gravier Productions, Perdido Production, Mediapro
- Société de distribution française : Mars Distribution
- Format : 35mm
- Pays de production :  États-Unis,  Italie
- Genre : Comédie romantique et film musical
- Durée : 107 minutes
- Dates de sortie : 
  - Italie 20 avril 2012
  - États-Unis 22 juin 2012 (sortie limitée)
  - France 4 juillet 2012

## Distribution
Source et Légende doublage : V.F. = Version Française
- Woody Allen (V.F : Jean-Luc Kayser) : Jerry
- Alec Baldwin (V.F. : Bernard Lanneau) : John
- Roberto Benigni (V.F. : Dominique Collignon-Maurin) : Leopoldo Pisanello
- Penélope Cruz (V.F. : Ethel Houbiers) : Anna
- Judy Davis (V.F. : Sylvie Feit) : Phyllis, la femme de Jerry, psychanalyste
- Jesse Eisenberg (V.F. : Donald Reignoux) : Jack
- Greta Gerwig (V.F. : Émilie Rault) : Sally, la petite amie de Jack
- Elliot Page (V.F. : Jessica Monceau) : Monica (crédité Ellen Page)
- Antonio Albanese (V.F. : Gilles Morvan): Luca Salta, l'acteur idole de Milly
- Fabio Armiliato (it) : Giancarlo, le père de Michelangelo, croque-mort à voix d'or
- Alessandra Mastronardi : Milly
- Ornella Muti : Pia Fusari, l'actrice
- Flavio Parenti (it) (V.F. : Jean-Christophe Dollé) : Michelangelo, avocat
- Alison Pill (V.F. : Noémie Orphelin) : Hayley, la fille de Jerry et de Phyllis, amoureuse de Michelangelo
- Riccardo Scamarcio (V.F. : Alexis Victor) : le cambrioleur de l'hôtel
- Alessandro Tiberi (it) (V.F. : Tony Marot) : Antonio, le mari de Milly
- Carol Alt (V.F. : Laura Blanc) : Carol
- Lynn Swanson : Ellen
- Simona Caparrini (V.F. : Martine Irzenski) : tante Giovanna
- Marta Zoffoli (it) (V.F. : Pauline Vallès Moingeon) : Marisa Raguso
- Lino Guanciale (it) (V.F. : Nessym Guetat) : Leonardo
- Donatella Finocchiaro : la journaliste
- Edoardo Leo

## Production
Le film était à l'origine titré El Bop Decameron, puis Nero Fiddled. Il est sorti en France, distribué par Mars Distribution, sous le titre To Rome with Love.

## Bande-son
La bande sonore du film est assurée par le musicien de jazz et funk Mop Mop.

## Accueil

### Accueil critique
To Rome with Love obtient un accueil mitigé des critiques professionnels lors de sa sortie en salles : sur le site Rotten Tomatoes, 44 % des 165 critiques collectés sont favorables, pour une moyenne de 5,4⁄10, tandis qu'il obtient un score de 54⁄100 sur le site Metacritic, pour 38 critiques.

### Box-office
| Pays ou région | Box-office      | Date d'arrêt du box-office | Nombre de semaines |
| -------------- | --------------- | -------------------------- | ------------------ |
| Monde          | 73 244 881 $    | 15 novembre 2012           | 21                 |
| États-Unis     | 16 685 867 $    | 15 novembre 2012           | 21                 |
| France         | 559 784 entrées | 14 novembre 2012           | 19                 |

## Polémique
Lors d'une émission diffusée sur France inter le 7 juillet 2013, le réalisateur Xavier Giannoli, qui était en relation avec l'agent de Woody Allen avant le début du tournage, déclare de troubles ressemblances entre son film Superstar et l'un des arcs narratifs de To Rome with Love et souligne qu'il n'a pas entamé d'action en justice du fait de l'évidence du coût de la procédure.